# Bahnhof Interlaken West
Der Bahnhof Interlaken West ist nach dem Bahnhof Interlaken Ost der kleinere der beiden Bahnhöfe der Berner Gemeinde Interlaken. Er liegt an der Thunerseebahn und wird nebst von Regionalzügen auch von allen Zügen des Fernverkehrs bedient, welche nach Interlaken Ost führen, so auch Intercitys und ICE-Zügen. Der Bahnhof befindet sich in Besitz der BLS, wird aber auch von Zügen der SBB bedient.

## Geschichte

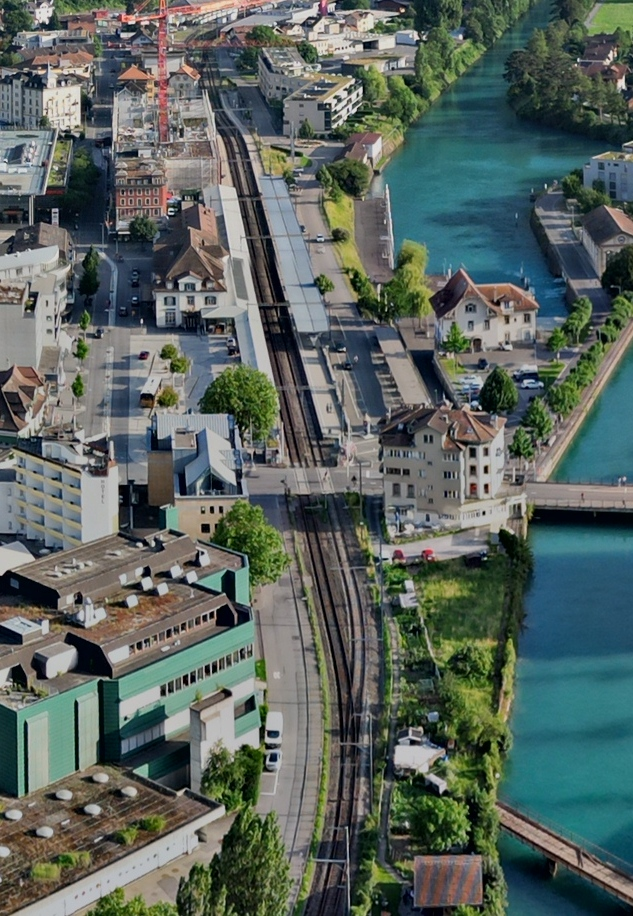
Luftbild (2022)

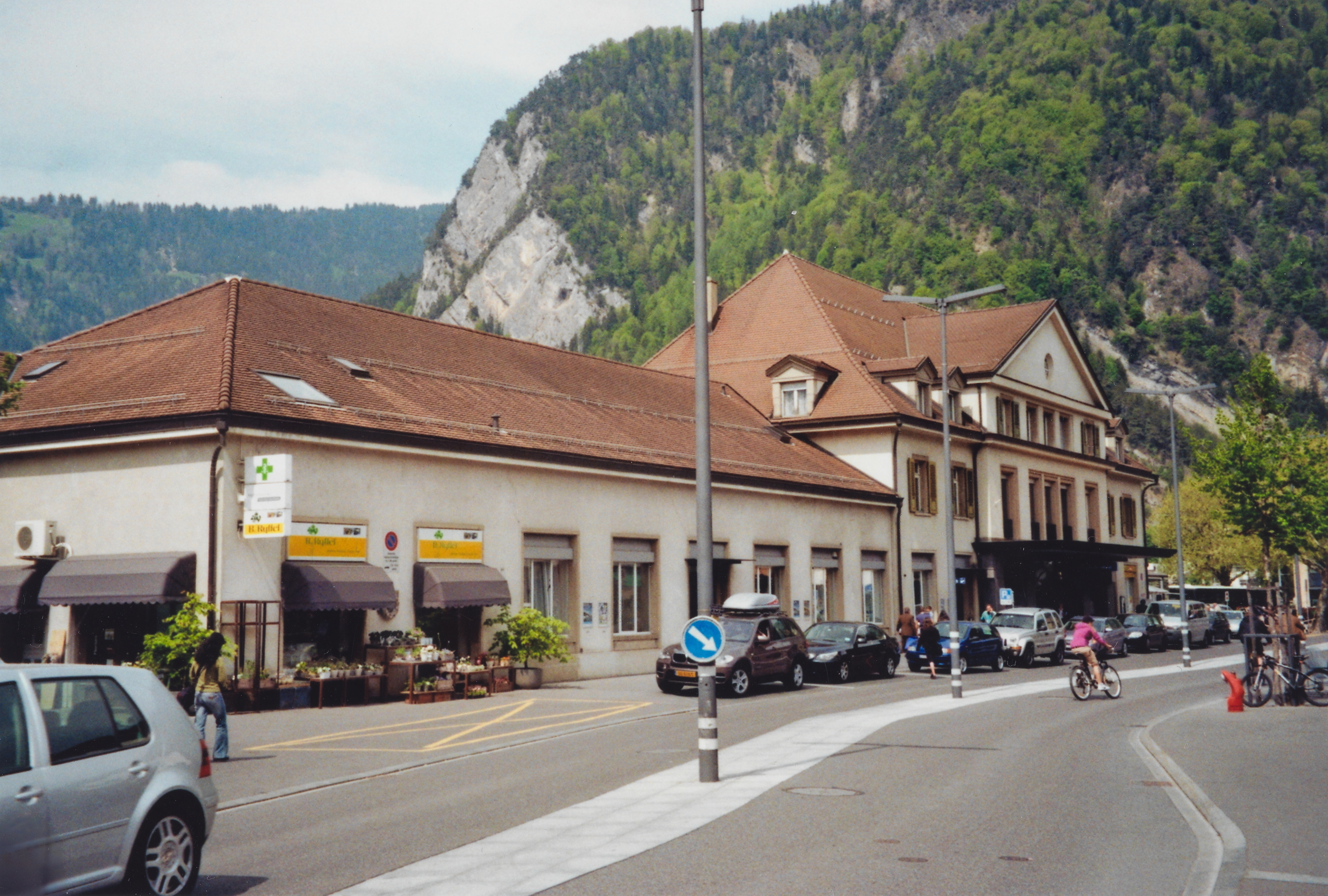
Bahnhofgebäude Strassenseite (2011)

Der Bahnhof wurde am 12. August 1872 als Interlaken im Zuge der ersten Etappe der Bödelibahn eröffnet. Knapp zwei Jahre später folgte die Fortsetzung über Interlaken Zollhaus (heute Interlaken Ost) nach Bönigen. Der Hauptgrund dieses Bahnbaus war die zu überbrückende Distanz zwischen Thuner- und Brienzersee in Interlaken.
1893 pachtete die Thunerseebahn im Zuge ihrer Eröffnung von Thun nach Interlaken Ost die Bödelibahn und übernahm sie 1900 vollständig.
Mit der Eröffnung der Berner-Oberland-Bahn wurde Interlaken Zollhaus bedeutender als Interlaken, daher wurden die beiden Bahnhöfe umbenannt: Interlaken in Interlaken West, Interlaken Zollhaus in Interlaken Ost. Obwohl Interlaken Ost auch mit der Brünigbahn einen weiteren Zuwachs bekommen hatte, halten die SBB-Fernverkehrszüge in Richtung Bern weiterhin auch in Interlaken West. Somit ist Interlaken mit knapp 5500 Einwohnern die kleinste Schweizer Gemeinde, welche zwei regelmässig vom Fernverkehr bediente Bahnhöfe aufweist. Die anderen Gemeinden mit mehreren Fernverkehrsbahnhöfen sind Basel (SBB und Bad Bf), Zürich (HB, Oerlikon, Altstetten) und Grenchen (Nord und Süd).
Zeitweilig verfügte der Bahnhof über drei Gleise, heute sind es jedoch nur noch zwei. Anstelle des dritten Gleises wurden Park&Ride-Parkplätze erstellt. 2007 entfielen aufgrund neuer Fahrplantrassen nach der Eröffnung des Basistunnels am Lötschberg die zweistündlichen InterCity-Direktverbindungen nach Zürich HB, sie werden stattdessen nach Basel geführt.
Von 1914 bis 1939 befand sich am Bahnhof Interlaken West die Endhaltestelle der Strassenbahn Steffisburg–Thun–Interlaken.
Die Talstation der Drahtseilbahn Interlaken–Heimwehfluh  befindet sich etwa 600 m südlich vom Bahnhofgebäude.
Die Schiffländte Interlaken West (See) der BLS Schifffahrt des Thunersees liegt neben dem Bahnhof.

## Zugsverbindungen
Interlaken West ist im Regionalverkehr an den Zuglauf Thun – Interlaken Ost angeschlossen, und im Fernverkehr an die IC Interlaken Ost – Basel SBB, wobei viermal täglich je Richtung ICE nach Berlin Ostbahnhof verkehren. Die InterCity-Züge fahren mindestens stündlich, jede zweite Stunde wird ein Halbstundentakt geführt. Der RE nach Spiez fährt jeweils zu dieser Stunde, in welchem kein IC-Halbstundentakt angeboten wird.

### Fernverkehr
- 61 Basel SBB – Bern – Interlaken Ost ( oder ) ( oder FZ) BZ FS RZ
- 81 Interlaken Ost – Bern – Zürich HB – Romanshorn   BZ FS RZ
- Interlaken Ost/Zürich HB – Basel SBB – Frankfurt am Main – Köln – Hamburg-Altona
- (Interlaken Ost –) Basel SBB – Braunschweig – Berlin

### Regionalverkehr
- Montreux – Zweisimmen – Interlaken Ost    (Golden-Pass-Express)
- Interlaken Ost – Interlaken West–Spiez